# Sd.Kfz. 254
Il Sd.Kfz. 254, numero d'inventario tedesco del Saurer RR-7, è stato un trattore d'artiglieria progettato in Austria nel corso degli anni trenta, successivamente adoperato dalla Germania nazista come centro radio mobile o veicolo d'osservazione durante la seconda guerra mondiale.

## Storia

### Sviluppo
Lo sviluppo di un trattore d'artiglieria per l'Österreichisches Bundesheer, l'esercito della repubblica austriaca, ebbe inizio nel 1936 da parte della ditta Saurer AG, che gli assegnò l'identificativo "RK-7". I test furono completati con successo e nel 1937 le forze armate fecero un primo ordinativo di esemplari, la cui costruzione iniziò nel 1938.

### Produzione
Circa dodici veicoli furono terminati e consegnati prima dell'Anschluss, l'annessione dell'Austria da parte della Germania. L'occupazione de facto del paese non mise comunque fine alla produzione del trattore, poiché i tedeschi decisero di integrare i ranghi delle loro file motorizzate, ancora poco sviluppate, con il veicolo austriaco: nel complesso furono costruite altre 128 unità portando il totale a 140 esemplari, tutti indicati con la nuova designazione "Sd.Kfz. 254".

### Impiego operativo
Inizialmente i tedeschi estrapolarono dal telaio dell'RK-7 un veicolo trasporto truppe leggero, armandolo inoltre con una MG 34 da 7,92 mm (2.010 cartucce); soltanto alla fine del 1940 il mezzo venne riprogettato per l'osservazione del fuoco d'artiglieria. La sovrastruttura divenne simile a quella dell'Sd.Kfz. 253, mezzo da osservazione leggero, con grandi portelli posteriori: a partire dal 1941 gli ex-trattori austriaci furono inviati alle unità di artiglieria corazzata sul fronte orientale e del Deutsches Afrikakorps, forniti di radio FuG 8 e di una vistosa antenna a traliccio.

## Caratteristiche
Il Saurer RK-7 era peculiare in quanto era stato equipaggiato con un Motore Diesel, tendenza molto rara all'epoca: l'apparato era un Saurer CRDv a quattro cilindri erogante 70 hp, alimentato a gasolio e dotato di un cambio con cinque marce avanti e una retromarcia; il serbatoio conteneva 72 litri di carburante. La caratteristica più curiosa del mezzo era però il sistema separato di ruote e cingoli di cui disponeva. Quando marciava su terreni non preparati o sconnessi, il veicolo poggiava sui cingoli e le ruote rimanevano più in alto; quando era su strada asfaltata, invece, le ruote venivano abbassate e dispensavano così i cingoli da un'eccessiva usura. Su ruote l'Sd.Kfz. 254 poteva percorrere 500 chilometri di strada pavimentata ed era capace di raggiungere la velocità massima di 60 km/h. Una fonte riporta che la velocità di punta su strada asfaltata arrivava a 75 km/h e un'autonomia su superfici irregolari di 100 chilometri.
Lo scafo presentava corazzature spesse 15 mm sul frontale, 8 mm su lati e retro, 6 mm per cielo e fondo; l'inclinazione delle piastre, misurata rispetto a una linea verticale (quindi a partire da 0°), era di 35° per la porzione superiore delle fiancate, di 15° per il posteriore, di 40° per la sezione superiore dello scafo e di 20° per quella inferiore. Nel suo insieme il Saurer era lungo circa 4,50 metri, pesava 6,4 tonnellate e la sua altezza dipendeva dal tipo di trazione utilizzata: con le ruote in assetto di marcia veniva a misurare 2,20 metri e quando poggiava sui cingoli era alto 2,02 metri. Al suo interno trovavano posto fino a 7 uomini di equipaggio.